# László Erkel
László Erkel (Pest, 9 avril 1845 - Pozsony, 3 décembre 1896) était un chef de chœur et professeur d'harmonie et de piano hongrois.
Troisième - avec Gyula (1842-1909), Elek  (1843-1893) et Sándor (1846-1900) - des quatre fils musiciens du compositeur Ferenc Erkel qui eut sept garçons, il fut l'un des professeurs de piano du jeune Béla Bartók en 1893.